# Джон Фоґерті
Джон Ке́мерон Фо́герті (англ. John Cameron Fogerty; нар. 28 травня 1945, Берклі, Каліфорнія) — американський музикант, гітарист, автор та виконавець пісень (здебільшого антивоєнного характеру), лідер гурту Creedence Clearwater Revival. 2003 року він зайняв 40-е місце у списку «100 найкращих гітаристів усіх часів» за версією журналу Rolling Stone.

## Біографія
Джон Фоґерті народився 28 травня 1945 року в Берклі, Каліфорнія. Наприкінці 1950-х сформував групу Blue Velvets, у якій також грав його старший брат Том. Згодом група отримала назву The Golliwogs, пізніше, у 1968 вона була знову перейменована та отримала назву Creedence Clearwater Revival, у ній музикант виступав як вокаліст, автор пісень та гітарист, крім цього він повністю контролював весь гурт. Ще під час служби в американській армії Джон Фоґерті записав пісню Porterville, яка стала однією з перших у репертуарі Creedence…. Саме в роки існування CCR Джон Фоґерті здобуває славу — у період з 1969 до 1971 в співавторстві з Томом Фоґерті він записав та реалізував дев'ять синглів, які увійшли до десятки найкращих, а у період з 1968 по 1972 записав вісім «золотих» альбомів самостійно. Після розпаду гурту Creedence Clearwater Revival, у 1972 розпочав успішну сольну кар'єру, яка триває й нині.

### 1980-ті роки— сьогодення
У 1984 році, повернувшись до музичної діяльності після тривалої перерви, Джон Фоґерті записав сингл The Old Man Down the Road, який увійшов до десятки найкращих, а також альбом Centerfield, який теж виявився дуже вдалим. Однак, попри ці успіхи, інший соло-альбом Фоґерті, Eye of the Zombie, що вийшов у 1986, виявився провальним. Після цієї невдачі музикант за власним рішенням певний час перебував у самотності. Чергове повернення музиканта до активної музичної діяльності відбулося у 1997 випуском альбому Blue Moon Swamp, у 2005 він випустив альбом Long Road Home, а у 2007 — Revival, який вийшов після значної кількості концертних виступів.

## Цікаві факти

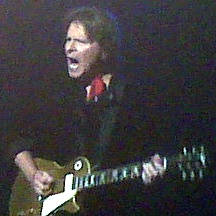
Джон Фоґерті на концерті у Сіднеї (Австралія), 26 березня 2008.

- За національністю Джон Фоґерті є американцем ірландського походження;
- В середині 1960-х був зарахований до Армії США як резервіст, перед цим уникав призову;
- У 1973 випустив альбом Blue Ridge Rangers, у якому він виконує вокальні партії та грає на всіх інструментах;
- З 1975 по 1984 взагалі не записувався, оскільки мав проблеми з фірмою Fantasy Records, з якою ним був укладений контракт;
- Fantasy Records подала до суду на Фоґерті через те, що пісня The Old Man Down the Road з його соло-альбому 1985 року начебто нагадує пісню Run Through the Jungle, записану ще за часів Creedence Clearwater Revival;
- У 1993 включений до Залу Слави рок-н-ролу як член Creedence Clearwater Revival, у 2005 включений до Залу Слави авторів пісень;
- У 2005 знову уклав угоду з Fantasy Records для випуску альбому The Long Road Home.

## Особисте життя
З 1991 року одружений з Джулі Лєбєдзінскі (Julie Lebiedzinski), має сімох дітей — чотирьох від нинішнього шлюбу та трьох від попереднього з Мартою Пеіз (Martha Paiz).

## Нагороди
У 1997 році отримав приз Ґреммі за найкращий рок-альбом (Blue Moon Swamp).

## Дискографія
| Рік  | Альбом                              |
| ---- | ----------------------------------- |
| 1973 | Blue Ridge Rangers                  |
| 1975 | John Fogerty                        |
| 1976 | Hoodoo                              |
| 1985 | Centerfield                         |
| 1986 | Eye of the Zombie                   |
| 1986 | Knockin' on Your Door               |
| 1997 | Blue Moon Swamp                     |
| 1998 | Premonition                         |
| 2004 | Deja Vu All Over Again              |
| 2006 | Long Road Home: In Concert          |
| 2007 | Revival                             |
| 2009 | The Blue Ridge Rangers: Rides Again |
| 2013 | Wrote a Song For Everyone           |